# ديك كامبل (لاعب كرة قدم أمريكية)
ديك كامبل (بالإنجليزية: Dick Campbell)‏ هو لاعب كرة قدم أمريكية أمريكي، ولد في 17 يوليو 1935.

## وصلات خارجية
- ديك كامبل على موقع مرجع كرة القدم المحترفة.كوم (الإنجليزية)